# オバケイドロ!
『オバケイドロ!』（OBAKEIDORO!）は、フリースタイルより発売されたゲームソフト。ジャンルは対戦アクションゲーム。
2019年8月1日にNintendo Switch版が、2022年7月21日にWindows版が発売された。
2025年夏に続編『オバケイドロ2』がNintendo Switch2用ソフトとして発売予定。

## ゲーム内容
本作は1人のオバケと、3人のニンゲンに分かれてケイドロをするという非対称型対戦ゲームであり、いわばフジテレビの番組「run for money 逃走中」のようなルールとなる。3分の制限時間内にオバケがすべてのニンゲンを捕まえて牢屋に閉じ込めれば勝利、一人でも逃げ延びていればニンゲンの勝利となる。牢屋のスイッチを押せば捕まった仲間のニンゲンを救出可能である。
オバケは容姿によってジャンプ力や移動速度といったパラメータが異なる。多くのオバケは実体がないため、地形をすり抜けることが可能である。また索敵や高速移動など、ニンゲンの捕獲を効率良く行うための特殊能力を持っているオバケもいる。ニンゲン側は持っているランタンを照らすことでオバケを一定時間気絶させることができる。ランタンの種類によって、オバケを気絶させる範囲や時間、発動するまでにかかる時間などが異なる。ランタンが使える回数は、基本的に1回のみ。使用回数はオバケに捕まった後、仲間のニンゲンに助けられることで回復する。なお使用回数が残っている間は、ランタンの光でオバケに位置を把握されやすいというデメリットもある。四画面分割モードではオバケがニンゲンの位置を容易に把握できないようにするため、ミニマップが表示されない。
発売から2年経った2021年より、不定期で期間限定イベントの「わいわいマッチ」が開催されている。これは通常のルールと異なり、オバケ2人、ニンゲン6人で行うゲームとなっている。また、イベント期間中でしか解放されないマップや、やり込み要素などが存在する。

## 制作

### 背景
本作の開発元であるフリースタイルは愛知県でサーバの構築等を本業としている企業であり、スマートフォン向けタイトルの開発・運営実績はある一方、家庭用ゲーム機向けソフトの開発は本作が初めてであった。
日本一ソフトウェアが主催する第1回全国エンタメ祭りでスマートフォン向けシミュレーションRPGを出展した際、同社の田中克功は遊びに来た人々が楽しそうでないことに気づき、衝撃を受ける。彼らは自分たちの作るものについて考えた末、ユーザーが楽しめる作品を作ることを決意する。

### 開発
諸事情により、本作の開発がスタートしたのは、第2回全国エンタメ祭りが始まる一か月前のことだった。前年の反省からわかりやすいものを作るという方針が立てられ、スマートフォン向けシミュレーションRPGで4人対戦を取り入れた経験があったことから、対戦ゲームを作ることにした。そして、誰もがルールを知っている必要があることからケイドロがルールとして使われた。
本作では、1対3の非対称型対戦ゲームのルールが使われているが、2対2では開発スタッフがバランスを調整出来なかったため、4人の内の3人に楽しんで貰おうという目的で取り入れたものであり、最初から非対称型対戦ゲームとして開発されたわけではない。
本作のディレクター兼プロデューサーの田中克功はAUTOMATONとのインタビューの中で、「『レイド』というわけではないですが、強い人1人に対して3人で立ち向かうという構図を持たせたかったのもあります。強い人は3人を相手に勝ったら嬉しいし、負けた側も悔しいけど面白かったという形になりやすいんじゃないかなと。」と話している。また、イベント等で試遊した来場者にアンケートをとり、寄せられた要望を組み込んでいった。

### セッティング
本作の初期案においては警察と泥棒の戦いだったが、アートデザイナーの1023の提案によりオバケとニンゲンの戦いへと変更された。田中はこの変遷について「夏のイベントでしたし，来場者の反応を考えるとやはりオバケ。オバケから逃げるんだからニンゲンだろうということですね。」と4Gamer.netとのインタビューの中で推測している。
本作に登場するオバケのデザインは怖いながらもどこかポップなデザインとなっており、1023は前述のインタビューの中で「私はホラーやゴアが苦手なので，怖くて怪しいだけじゃなく，突っ込みどころがある感じというか，ちょっとポンコツな要素も取り入れました。」と話している。
初期案と製品版で大きくデザインが変わったキャラクターもおり、たとえばキリサキの場合、初期案では両手が巨大なハサミになっていたが、ニンゲンを切るように見えて怖いという理由で、製品版では大きな両手に変更された。また、ケロキングは沼のマップに出すオバケの案として1023が提案したが、オバケに足をつけないというルールとカエルらしさを両立するのに苦労した末、初期案が採用された。

## 反響
本作は開発側の予想以上に大きな反響を巻き起こした。発売前の時点からゲーム実況者から先行プレイのオファーが開発側に寄せられ、愛知県にあるフリースタイルの本社で先行実況プレイが行われた。また、SNSを通じた実況動画の投稿も開発側の予想していなかったことの一つであり、ユーザー側からの要望を受けて急遽Switchでのハッシュタグ設定が行われたほどだった。
田中が4Gamer.netに語ったところによると、小学生が帰宅する時間と21時ごろに本作の対戦が多く行われているとのことであり、田中は10歳以下の層と20～30代の社会人に受け入れられているのではないかと推測している。